# Claflin
Claflin – miasto położone w hrabstwie Barton.